# الهيئة العامة للطرق (السعودية)
الهيئة العامة للطرق هي هيئة حكومية سعودية تأسست بقرار مجلس الوزراء بتاريخ 2 أغسطس 2022. وتتمتع بالشخصية الاعتبارية العامة، والاستقلال المالي والإداري، وترتبط تنظيماً بوزير النقل والخدمات اللوجستية، ومقرها الرئيس في مدينة الرياض.

## الأهداف
تهدف الهيئة إلى تنظيم قطاع الطرق، والإشراف عليه، بما يساعد في تدعيم عملية النقل والخدمات اللوجستية في السعودية، وتمكين الجهات العاملة في هذا القطاع بما ينعكس على التنمية الاقتصادية في السعودية.

## المهام
تعمل الهيئة على وضع الخطط الاستراتيجية الخاصة بتطوير شبكات الطرق بالمملكة العربية السعودية ورفع كفاءتها التشغيلية، والارتقاء بجودتها وفق أعلى المواصفات الفنية وأقصى درجات السلامة، والعمل على استدامة البنية التحتية وتوفير شبكات طرقية ذات مستوى عالٍ من الكفاءة بهدف الوصول للمرتبة السادسة عالمياً في مؤشر جودة الطرق، وتوسيع الترابط بين المدن والمحافظات والمراكز وتسهيل حركة تنقل الأفراد والبضائع بين كافة مناطق المملكة وفق معايير طرقية آمنه ورفيعة؛ تسهم في تعزيز جودة الحياة، وتحقيق أهداف الاستراتيجية الوطنية للنقل والخدمات اللوجستية، بالإضافة إلى:
- وضع السياسات العامة المتعلقة بجميع الطرق داخل النطاق العمراني وخارجه وصيانتها، بالتنسيق مع الجهات الأخرى ذات العلاقة.
- وضع الخطط الاستراتيجية الخاصة بالطرق وتنظيمها، بالتنسيق مع الجهات الأخرى ذات العلاقة، والإشراف على تنفيذها بعد اعتمادها.
- اقتراح مشروعات الأنظمة ذات الصلة باختصاصات الهيئة، واقتراح تعديل المعمول به منها، والرفع عنها لاستكمال الإجراءات النظامية اللازمة.
- تعزيز الوضع التنافسي لإنشاء الطرق وتشغيلها وصيانتها.
- وضع ضوابط وقواعد دعم الأنشطة الاستثمارية والخدمات ذات القيمة المضافة للطرق، بما فيها الخدمات المساندة.
- وضع الشروط والمعايير والضوابط والمواصفات لإنشاء جميع الطرق داخل النطاق العمراني وخارجه وصيانتها، بالتنسيق مع الجهات الأخرى ذات العلاقة، ومتابعة الالتزام بها.
- إسناد بعض مهماتها إلى جهات حكومية، وذلك بالاتفاق مع الجهة المسند إليها، أو إلى القطاع الخاص، وفق ضوابط يعتمدها المجلس.
- ممارسة الأعمال التشغيلية المتعلقة بالطرق من تخطيط وتصميم وتنفيذ وصيانة، والإشراف عليها.
- وضع معايير الأمان والسلامة والبيئة المتعلقة بجميع الطرق داخل النطاق العمراني وخارجه، بالتنسيق مع الجهات الأخرى ذات العلاقة، ومتابعة تنفيذها.
- منح التراخيص والتصاريح الخاصة بقطاع الطرق.
- التحقيق فنياً فيما يتعلق بالحوادث الناتجة عن تنفيذ الطرق وصيانتها.
- التنسيق مع الجهات الأخرى ذات العلاقة؛ لجذب الاستثمارات المحلية والأجنبية وتشجيع وتهيئة البيئة المناسبة للاستثمار في قطاع الطرق.
- التنسيق مع الجهات الأخرى ذات العلاقة؛ لتزويد الطرق بالخدمات اللازمة في سبيل توفير الخدمات الملائمة لاستخدام الطرق.
- التنسيق مع الجهات الأخرى ذات العلاقة؛ لإنشاء مراكز التدريب والبحوث المتخصصة بقطاع الطرق.
- إجراء الدراسات والأبحاث المتعلقة بقطاع الطرق ومشروعاتها.
- تنظيم وإقامة المعارض والمؤتمرات ذات العلاقة بقطاع الطرق والمشاركة فيها.
- تمثيل السعودية في الهيئات والمنظمات الدولية ذات العلاقة بقطاع الطرق.
- إنشاء قاعدة بيانات تضم جميع البيانات المتعلقة بإحصاءات الطرق في المملكة بالتنسيق مع الجهات الأخرى ذات العلاقة.[9]
- أي مهمة أخرى توكل إليها بموجب الأنظمة واللوائح.[3]

## مجلس الإدارة
يكون للهيئة مجلس إدارة برئاسة وزير النقل والخدمات اللوجستية، وعضوية كل من:
- الرئيس التنفيذي للهيئة.
- ممثل من وزارة الداخلية.
- ممثل من وزارة النقل والخدمات اللوجستية.
- ممثل من وزارة المالية.
- ممثل من وزارة الشؤون البلدية والقروية والإسكان.
- ممثل من الهيئة العامة للنقل.
- ممثل من الهيئة السعودية للمقاولين.
- ممثل من مكتب دعم هيئات تطوير المناطق والمدن.
- ثلاثة من القطاع الخاص من ذوي العلاقة بقطاع الطرق، يصدر بتعيينهم قرار من مجلس الوزراء بناءً على ترشيح من الوزير، وتكون مدة عضويتهم (ثلاث) سنوات قابلة للتجديد لمرة واحدة.[3]